# تاداشي ساساكي
تاداشي ساساكي (باليابانية: 佐々木 善) (مواليد 19 مايو 1966)، هو لاعب كرة قدم سابق كان يلعب كمدافع.

## وصلات خارجية
- تاداشي ساساكي على موقع رابطة كرة القدم اليابانية للمحترفين (اليابانية)